# توني موندن (ملاكم)
توني موندن (بالإنجليزية: Tony Mundine)‏ مواليد 1 مايو 1951 في نيوساوث ويلز، أستراليا، هو ملاكم أسترالي يصنف ضمن فئة الوزن الثقيل.

## إحصائيات
خاض خلال مسيرته 96 نزالا، فاز في 80 وتعادل في 1 وخسر في 15. فاز بالضربة القاضية في 64 نزالا.

## روابط خارجية
- توني موندن على موقع بوكس ريك (الإنجليزية) (registration required)